# A Adivinha
A Adivinha é uma pintura do artista barroco italiano Michelangelo Merisi da Caravaggio. Existem duas versões, ambas de Caravaggio, sendo a primeira de 1594 (atualmente nos Museus Capitolinos em Roma), e a segunda de 1595 (que está no museu do Louvre, em Paris). As datas em ambos os casos são contestadas.

## Tema
A pintura mostra um rapaz afetadamente vestido (na segunda versão acredita-se que o modelo seja o companheiro de Caravaggio, o pintor siciliano Mario Minniti), tendo a palma da mão lida por uma cigana. O rapaz parece satisfeito ao contemplar o rosto da adivinha, e ela retribui o olhar. Uma inspeção rigorosa da pintura revela o que o jovem falhou em perceber: a garota está tirando seu anel enquanto gentilmente acaricia sua mão.

## Estilo
O biógrafo de Caravaggio, Giovanni Pietro Bellori, relata que o artista escolheu a cigana de entre os transeuntes na rua, a fim de demonstrar que ele não tinha necessidade de copiar as obras dos mestres da Antiguidade:
"Quando a ele foram mostradas as estátuas mais famosas de Fídias e Glykon, a fim de que ele pudesse usá-las como modelos, sua única resposta foi apontar para uma multidão dizendo que a natureza tinha dado a ele uma abundância de mestres.".
Esta passagem é frequentemente usada para demonstrar que os artistas maneiristas classicamente treinados da época de Caravaggio não aprovavam sua insistência em pintar a vida real ao invés de fazer cópias e desenhos das obras-primas antigas. Entretanto, Bellori termina dizendo, "e nestas duas meias figuras, [Caravaggio] traduziu a realidade de forma tão pura que a pintura confirmou o que ele disse." A história é provavelmente apócrifa — Bellori a escreveu mais de meio século após a morte de Caravaggio, e ela não aparece nas biografias de Mancini ou de Giovanni Baglione, os dois biógrafos contemporâneos que o conheceram — mas indica a essência do impacto revolucionário de Caravaggio em seus contemporâneos — começando com A Adivinha — que estava a substituir a teoria renascentista da arte como uma ficção didática pela arte como representação da vida real.

## Segunda versão
A Adivinha de 1594 suscitou grande interesse entre os artistas mais jovens e os colecionadores mais vanguardistas de Roma, mas, de acordo com Mancini, a pobreza de Caravaggio o forçou a vendê-la ao mísero valor de oito escudos. Ela entrou na coleção de um rico banqueiro e connoisseur, o marquês Vincente Giustiniani, que se tornou um importante mecenas do artista. O cardeal Francesco Maria Del Monte, amigo de Giustiniani, adquiriu a obra companheira, Os Trapaceiros, em 1595, e em algum ponto naquele ano Caravaggio agregou-se à casa do cardeal.
Para Del Monte, Caravaggio pintou uma segunda versão de A Adivinha, copiando-a da de Giustiniani mas com algumas mudanças. O fundo indiferenciável da versão de 1594 torna-se um muro real coberto pelas sombras de uma cortina semi-fechada e do caixilho da janela, as figuras preenchem melhor o espaço e são mais bem definidas em três dimensões. A luz é mais radiante, e o pano do gibão do rapaz e das mangas da moça são de textura mais fina. O logro se torna mais infantil e inocentemente vulnerável, a garota menos cautelosa, inclinando-se para ele, mais no comando da situação.

## Gênero

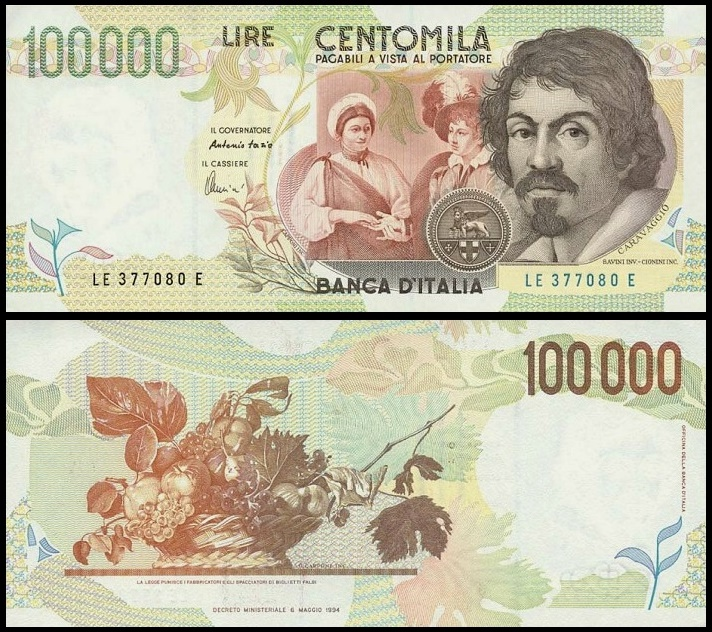
Cédula italiana de 100.000 liras dedicada a Michelangelo Merisi da Caravaggio, emitida entre 1994 e 2001. Caravaggio, conhecido por seu estilo dramático e realista, influenciou significativamente o gênero do Barroco com seu uso inovador do claro-escuro.

A Adivinha é uma das duas obras conhecidas pintadas por Caravaggio no ano de 1594, sendo a outra Os Trapaceiros. Acredita que A Adivinha é a primeira de ambas, e data do período em que o artista havia recentemente deixado o ateliê de Giuseppe Cesari para seguir seu próprio caminho vendendo suas pinturas através do comerciante Costantino.
O tema da pintura não era sem precedentes. Em seu Le Vite, Giorgio Vasari observa que um dos seguidores de Franciabigio, seu irmão Agnolo, pintou um letreiro para a loja de um perfumista "contendo uma cigana adivinhando o futuro de uma senhora de uma forma muito graciosa".